# Június
Június az év hatodik hónapja a Gergely-naptárban, és 30 napos. Nevét Junóról (római istennőről) kapta, aki Jupiter felesége volt. A 18. századi nyelvújítók szerint a június: termenes. A népi kalendárium Szent Iván havának nevezi. 

## Június eseményei
- június 1.:
  - Írország: a köztársaság napja
  - Szamoa: a függetlenség napja
  - Bulgária: a rózsák ünnepe

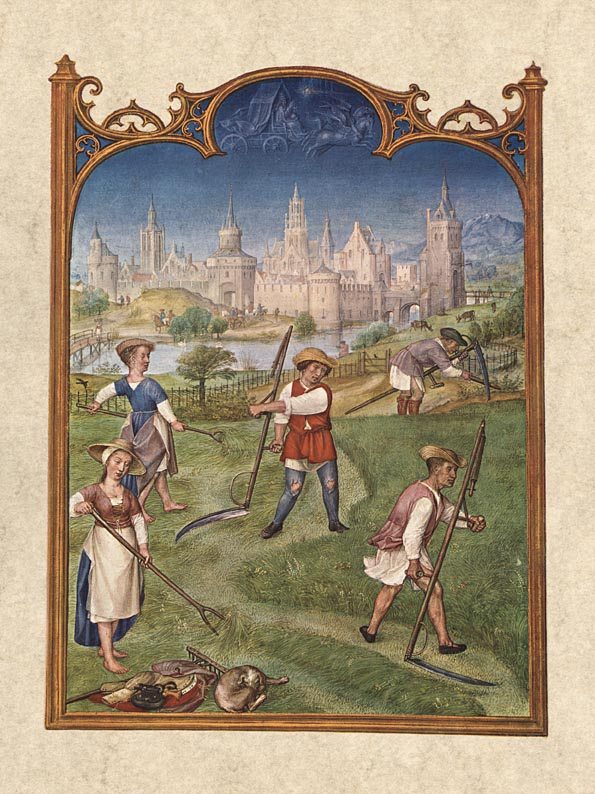
Június a Grimani Breviáriumban

  - Mongólia: Anyák és gyermekek ünnepe
- június 2.:
  - Bulgária: Hriszto Botev és a szabadságharcosok ünnepe
  - Olaszország: a köztársaság kikiáltásának évfordulója és Garibaldi-emléknap
- június 3.:
  - Ausztrália: az alapítás napja
  - Uganda: a mártírok napja
- június 4.:
  - a magyar fájdalom napja, a trianoni békeszerződés aláírásának emléknapja (1920).
  - A nemzeti összetartozás napja 2010 óta.
  - az erőszak ártatlan gyermekáldozatainak világnapja 1982 óta.
  - Ghána: a forradalom napja
  - Tonga nemzeti ünnepe
- június 5.:
  - Környezetvédelmi világnap 1972-től.
  - Dánia: Nemzeti ünnep, az alkotmány napja
- június 6.:
  - Siklós napja
  - Svédország: A svéd zászló napja, I. Vasa Gusztáv 1523. évi trónra lépésének napja
- június 7.:
- Sette Giugno – Málta nemzeti ünnepe
- Norvégia: a függetlenség napja (a Svédországgal való unió felbontása 1905-ben)
- június 8.:
  - Szent Medárd ünnepe
  - Óceánok világnapja
- június 9.:
  - Åland-szigetek - Nemzeti ünnep - Åland Önkormányzat Napja, 1922
  - Spanyolország: La Rioja tartomány napja (Día de La Rioja)
  - Spanyolország: Murcía tartomány autonómiájának napja (Día de la Región de Murcía)
- június 10.:
  - Portugália napja (Dia de Portugal, de Camões e das Comunidades Portuguesas), Luís de Camões (1525–1580) nemzeti költő halálának napja
  - A magyar ügyészség napja 1991 óta
  - A szecesszió világnapja 2013 óta
  - Kézművesség világnapja
- június 11.:
  - Szent Barnabás ünnepe
  - Líbia nemzeti ünnepe
- június 12.:
  - A gyermekmunka elleni világnap
  - Fülöp-szigetek: a függetlenség napja
  - Oroszország: az Oroszországi Föderáció állami szuverenitásáról szóló nyilatkozat elfogadásának napja
- június 13.:
  - Magyar feltalálók napja
  - Szent Antal ünnepe
  - Belgium: az apák napja
  - Kirgizisztán: nemzeti emléknap
- június 14.:
  - A véradók világnapja
  - USA: az amerikai hadsereg születésnapja 1775 óta és a Zászló Napja (Flag Day)1777-től.
  - Malawi: a szabadság napja
- június 15.:
  - Azerbajdzsán: nemzeti ünnepe
  - Dánia nemzeti ünnepe
- június 16.:
  - A megbékélés napja Magyarországon Nagy Imre kivégzésének emlékére.
  - A független Magyarország napja (az 1956-os forradalom és szabadságharc vértanúi kivégzésének, valamint a szovjet csapatok kivonulásának emlékére).
  - Az afrikai gyermekek világnapja
  - Pápa napja
  - Dél-afrikai Köztársaság: az ifjúság napja
  - Bloomsday: írországi ünnep, James Joyce író életművének emléknapja, középpontjában Ulysses című regényének eseményei állnak. Az ünnep elnevezése Leopold Bloomra, az Ulysses főszereplőjének nevére utal.
- június 17.:
  - Elsivatagosodás világnapja
  - Izland: a köztársaság kikiáltásának napja
- június 18.:
  - Autista büszkeség világnapja 2007 óta. (Az autizmus világnapja április 2-án van.)
- június 19.:
  - A 2001. évi XVII. törvény alapján Magyarországon nemzeti emléknap, annak emlékére, hogy az utolsó megszálló szovjet katona 1991. június 19-én hagyta el Magyarországot. (Ehhez kötődően június utolsó szombatja a magyar szabadság napja.)
  - Kuvait: a függetlenség napja
- június 20.:
  - A menekültek világnapja
  - Argentína: a zászló napja Manuel Belgrano halálának évfordulóján.
- június 21.:
  - A zene Ünnepe
  - A jóga világnapja 2015 óta
  - a gördeszkázás nemhivatalos világnapja
- június 22.:
  - Horvátország: az antifasiszta harc emléknapja. A horvát antifasiszta partizánok felkelése a német és az olasz megszálló erők ellen
- június 23.:
  - Olimpiai nap
  - Spamellenes Világnap
  - Nemzetközi SOS Gyermekfalvak napja
  - Luxemburg: a nagyherceg születésnapja
- június 24.:
  - Keresztelő Szent János napja Szentivánéj – Szent Iván (Keresztelő Szent János) napjának előestéje, a június 23-áról 24-re virradó éjszaka, évszázadok óta a nyári napforduló ünnepe, még a kereszténység előtti időkből származik.

Több országban hivatalos ünnepnap:
- - Málta: Máltai lovagrend, Alamizsnás Szent János napja
- június 25.:
  - Barlangok napja
  - Mozambik: a függetlenség napja
  - Szlovénia: az államiság napja
  - Horvátország: a függetlenség napja
- június 26.:
  - A kábítószer fogyasztás elleni küzdelem nemzetközi napja
  - A kínzás áldozatai támogatásának világnapja
  - Madagaszkár: a függetlenség kikiáltása
- június 27.:
  - Cukorbetegek világnapja
  - A magyarországi lengyelek napja
  - Dzsibuti: a függetlenség napja
- június 28.:
  - USA: az első világháború emléknapja
- június 29.:
  - A meleg büszkeség napja: a homoszexuálisok, leszbikusok és támogatóik tartják a hozzá kapcsolódó felvonulást, amelyen többek között megemlékeznek a Stonewall-lázadásról.
  - Duna Nap. A Duna Védelmi Nemzetközi Bizottság kezdeményezésére 2004 óta.
  - Péter-Pál napja, az aratás kezdete
  - Szent Péter napja
- Seychelle-szigetek: a függetlenség napja
- június 30.:
  - A keresztény vértanúk emléknapja
  - Szent Pál napja
  - Kongói Demokratikus Köztársaság: a függetlenség napja
- június első hétvégéje: Festők Városa Hangulatfesztivál, Kaposvár
- június első szombatja: Lakáskultúra napja
- június első vasárnapja: Pedagógusnap Magyarországon
- június első vasárnapja: Építők napja Magyarországon
- június harmadik péntekén tartják Svédországban és Finnországban a Midsommarfest („Nyárközép”) ünnepet
- június harmadik vasárnapja: Apák napja
- június utolsó szombatja A magyar szabadság napja. Magyarország szuverenitásának 1991-es visszaszerzését ünnepeljük.
- június 21. körül van a csillagászati nyári napforduló, ugyanis előfordulhat, hogy ez 20-ra vagy 22-re esik. Ekkor van Földünk északi féltekéjén a nyári napforduló, a déli féltekén a téli napforduló.
- ** Keresztelő Szent János napja Szentivánéj – Szent Iván (Keresztelő Szent János) napjának előestéje, a június 23-áról 24-re virradó éjszaka, évszázadok óta a nyári napforduló ünnepe, még a kereszténység előtti időkből származik.

Több országban hivatalos ünnepnap:
Lettországban ünnepnapnak számít (Jani).
Finnországban június harmadik pénteke: nem hivatalos ünnep. (Juhannusaatto) Június harmadik szombatja ünnepnap (Juhannuspäivä).
Svédországban június 19. és 25. közötti péntek: Szent Iván éjszakája. Június 20. és 26. közötti szombat: Szent Iván napja, a nyári napforduló ünnepe (Midsommardagen, Johandag)
Peruban Keresztelő Szent János ünnepe, valamint a Nap ünnepe: a téli napforduló alkalmából rendezett legnagyobb inka szertartás felelevenítése Cuzco-ban.
- a nyári napfordulóhoz legközelebbi vasárnap: a Nap napja
- júniusban tartják a Bolyai napot, a Patika napot és a portlandi rózsafesztivált.

## Érdekességek
- A horoszkóp csillagjegyei közül júniusra esik:
  - Ikrek (május 21-június 20.) és
  - Rák (június 21-július 20.)
- Június folyamán a Nap az állatöv csillagképei közül a Bika csillagképből az Ikrek csillagképbe lép.
- Minden évben a június ugyanazon napjával kezdődik, mint a következő év februárja, míg az adott évben nincs még egy ugyanolyan nappal kezdődő hónap.